# Valget i Tyskland 1893
Valget i Tyskland 1893 var det 9. føderale valg i Tyskland efter den tyske rigsgrundlæggelse.

## Resultater
| Parti                                                      | Mandater |
| ---------------------------------------------------------- | -------- |
| Det katolske centerparti                                   | 96       |
| Konservative (DK - Deutschkonservativen)                   | 72       |
| Nationalliberale (NL - Nationalliberalen)                  | 55       |
| SPD                                                        | 44       |
| Konservative nationalister (DRP - Deutsche Reichspartei)   | 28       |
| Liberale (FVP - Fortschrittliche Volkspartei)              | 24       |
| Den polske liste (P - Polen)                               | 19       |
| Antisemitter (AS - Antisemiten)                            | 16       |
| Liberale (FV - Freisinnige Vereinigung)                    | 13       |
| Nationalister (DVP - Deutsche Volkspartei)                 | 11       |
| Franske og elsassiske regionalister (A - Asatianen)        | 8        |
| Deutsch-Hannoversche Partei (DHP - hannoverske loyalister) | 7        |
| Bayerische Bauern Bund (BBB - agrarister)                  | 4        |
| Andre                                                      | 1        |
| Den danske liste (D - Dänen)                               | 1        |
| Totalt                                                     | 399      |

| Valg | Spire Denne valgsartikel er en spire som bør udbygges. Du er velkommen til at hjælpe Wikipedia ved at udvide den. |